# معصومة عبد الرحيم
معصومة حسن عبد الحسين عبد الرحيم سياسية وطبيبة نفسية وناشطة اجتماعية وكاتبة عمود بحرينية من أصول إيرانية. عضو في مجلس النواب من 12 ديسمبر 2018 عن الدائرة السادسة في محافظة العاصمة ولغاية 2022.

## المسيرة المهنية
تولت رئاسة وحدة المخدرات والكحول في وزارة الصحة.

## مجلس النواب
قررت دخول المعترك السياسي من خلال الترشح لعضوية مجلس النواب عن الدائرة السادسة في محافظة العاصمة. في الجولة الأولى التي أقيمت في 24 نوفمبر 2018 حصل على 1332 صوت بنسبة 26.09% مما استوجب إقامة جولة ثانية في 1 ديسمبر حيث استطاعت التغلب على منافسها النائب من 2014 علي العطيش من جمعية الرابطة الإسلامية بحصولها على 2137 صوت بنسبة 54.20%.

## الجدل
أثارت عبد الرحيم الكثير من الجدل عندما نشرت فيديو في حسابها على سناب شات تدعوا فيها إلى قطع العضو الذكري للمغتصب الذي يغتصب الصبيان أو البنات.
ذكرت صحيفة أوال أن عبد الرحيم أقفلت حسابها على إنستغرام أمام المتابعين الجدد بعد موجة استياء شعبي من خفة دم النواب الجدد أظهرها فيديو مصور لمجموعة منهم في إحدى ورش الأمانة العامة بثته عبد الرحيم نفسها.
ذكرت عبد الرحيم في ندوة أقامتها جمعية التجمع الوطني الدستوري بمقرها بسند أن «إحصاءات منظمة الصحة العالمية تشير إلى وجود 20 - 30 ألف مدمن في البحرين». حيث كان سابقا وزارة الصحة ترفض التصريح رسميا بأعداد المدمنين في البحرين.